# Checkendon
Checkendon est un village et une paroisse civile de l'Oxfordshire, en Angleterre. Il est situé dans le sud-est du comté, à une quinzaine de kilomètres au nord-ouest de Reading. Au moment du recensement de 2011, il comptait 493 habitants.
Non loin du village se trouve une résidence du XVIe siècle, Hook End Manor, transformée en studio d'enregistrement.

## Personnalités
- Eric Kennington (1888 — 1960), peintre et sculpteur de guerre britannique, y est enterré.